# Jogo da forca

Desenho do "enforcado"

O jogo da forca é um jogo em que o jogador tem que acertar qual é a palavra proposta, tendo como dica o número de letras e o tema ligado à palavra. A cada letra errada, é desenhado uma parte do corpo do enforcado. O jogo termina ou com o acerto da palavra ou com o término do preenchimento das partes corpóreas do enforcado.
Para começar o jogo se desenha uma base e um risco correspondente ao lugar de cada letra.
Por exemplo, para a palavra "MERCADO", se escreve:
1. M E R C A D O  ------> _ _ _ _ _ _ _

O jogador que tenta adivinhar a palavra deve ir dizendo as letras que podem existir na palavra. Cada letra que ele acerta é escrita no espaço correspondente.
1. M E R C A D O  → M _ _ C A _ _

Caso a letra não exista nessa palavra, desenha-se uma parte do corpo (iniciando pela cabeça, tronco, braços…)
O jogador (que está tentando adivinhar a palavra) pode escolher entre falar uma letra ou fazer uma tentativa perigosa de tentar adivinhar a palavra falando a palavra que pensa que é.
Caso o jogador deseja fazer uma tentativa perigosa de tentar adivinhar a palavra falando a que pensa que é se ele errar a palavra ele perde na hora.
O jogo é ganho se a palavra é adivinhada. Caso o jogador não descubra qual palavra é ele que perde.
O jogador que tentava adivinhar a palavra antes então escolhe uma nova palavra e invertem-se.

## Benefícios
Especialistas defendem que o jogo da forca ajuda as crianças a ultrapassar problemas de dislexia.